# فريدريك سميث (محامي)
فريدريك سميث (بالإنجليزية: Frederick Smith) هو قاضي ومحامي أمريكي، ولد في 1 مارس 1773 في Germantown, Philadelphia ‏ في الولايات المتحدة، وتوفي في 6 أكتوبر 1830 في ريدينغ في الولايات المتحدة.